# Bergisdorf
Bergisdorf là một đô thị thuộc huyện Burgenland, bang Sachsen-Anhalt, Đức. Đô thị Bergisdorf có diện tích 6,63 km², dân số thời điểm ngày 31 tháng 12 năm 2006 là 412 người.